# Grums (gemeente)
Grums is een Zweedse gemeente in Värmland. De gemeente behoort tot de provincie Värmlands län. Ze heeft een totale oppervlakte van 481,9 km² en telde 9423 inwoners in 2004. De gemeente is gelegen aan de noordwestpunt van het Vänermeer, de Åsfjord genoemd.

## Plaatsen
- Grums (plaats)
- Slottsbron
- Segmon
- Borgvik
- Liljedal
- Värmskog